# Kochanowice
Pour les articles homonymes, voir Kochanowice (homonymie).
Kochanowice est un village polonais de la voïvodie de Silésie et du powiat de Lubliniec. Il est le siège de la gmina de Kochanowice. 

## Histoire
De 1743 à 1922, Kochanowitz fait partie de l'arrondissement de Lublinitz dans le district d'Oppeln au sein de la province de Silésie.